# Podlugovi
Podlugovi su naseljeno mjesto u sastavu općine Ilijaš, Federacija Bosne i Hercegovine, BiH.

## Promet
7. studenoga 1895. povezani su s Varešom uskotračnom željezničkom prugom. Pruga je ugašena 28. ožujka 1953. godine. Ulogu je preuzela pruga normalnog kolosijeka Podlugovi - Droškovac.

## Stanovništvo
| Podlugovi          |                |                |                |
| godina popisa      | 1991.          | 1981.          | 1971.          |
| Srbi               | 1.185 (81,83%) | 1.346 (77,40%) | 1.215 (82,87%) |
| Hrvati             | 123 (8,49%)    | 189 (10,86%)   | 151 (10,30%)   |
| Muslimani          | 70 (4,83%)     | 68 (3,91%)     | 63 (4,29%)     |
| Jugoslaveni        | 50 (3,45%)     | 106 (6,09%)    | 16 (1,09%)     |
| ostali i nepoznato | 20 (1,38%)     | 30 (1,72%)     | 21 (1,43%)     |
| ukupno             | 1.448          | 1.739          | 1.466          |